# Batalha de Castalla
Batalha de Castalla, travada a 13 de Abril de 1813 no contexto da Guerra Peninsular, foi um recontro que opôs as forças anglo-hispano-sicilianas, comandadas pelo tenente-general John Murray às forças da França napoleónica comandadas pelo Marechal de França Louis Gabriel Suchet. As tropas de Murray repeliram um conjunto de ataques franceses e forçaram a retirada das forças francesas de Suchet. Castalla está localizada a 35 km a nor-noroeste de Alicante, Espanha.